# 偏心因子
偏心因子（英語：acentric factor），符号：ω，是热力学中描述流体特性的一个参数，由美国物理化学家肯尼斯·皮策于1955年提出。其和分子质量、临界温度、临界压力和临界体积（或临界压缩率）等参数一样，成为确定物质是否是为纯相的标准参数。偏心因子也被认为是分子非球形度的量度，对于球形非极性分子，偏心因子为0；随着分子结构的复杂程度和极性的增加，偏心因子也相应变大，因此偏心因子数值的大小反映了分子形状和极性大小，其一般小于1，常介于0-0.4之间。
皮策通过研究各种纯物质的蒸气压曲线发明了这一因子，皮策定义的偏心因子关系式如下：
在{\displaystyle T_{\text{r}}=0.7}下，{\displaystyle \omega =-\log _{10}(p_{\text{r}}^{\text{sat}})-1}
其中{\displaystyle p_{\text{r}}^{\text{sat}}=p^{\text{sat}}/p_{c}} 为对比饱和蒸汽压，{\displaystyle T_{\text{r}}=T/T_{c}} 为对比温度。
按照定义可知，偏心因子值并不能直接测量出，而是由临界温度{\displaystyle T_{c}}、临界压力值{\displaystyle p_{c}}和对比温度{\displaystyle T_{r}}=0.7下的蒸气压值及其温度关联式三个参数计算得到。从热力学角度来看，纯物质的蒸气压曲线可以用克劳修斯-克拉珀龙方程的进行描述，并通过该方程的积分形式对对数蒸气压{\displaystyle lnp}与绝对温度倒数{\displaystyle {\frac {1}{T}}}进行线性拟合即可得到第三个计算所需的参数。
对于一系列流体，随着偏心因子升高，蒸气压曲线下拉，沸点升高。对于单原子流体，{\displaystyle T_{\text{r}}=0.7}时{\displaystyle p_{\text{r}}^{\text{sat}}\approx 0.1}，偏心因子ω近乎为0（如Ar，Kr，Xe等惰性气体）。在一般情况下，{\displaystyle T_{\text{r}}=0.7}高于大气压下流体的沸点。任何流体的ω值都可以通过精确的实验蒸汽压数据确定。除了惰性气体，对于接近球形的分子，ω也非常接近于零。 ω ≤ −1的值对应于临界压力以上的蒸气压，是非物理的。
偏心因子可以通过一些状态方程分析预测。例如，从上述定义可以很容易地看出，范德华流体的偏心因子约为−0.302024，如果将其应用于真实系统，则表明该分子很小，呈超球形。

## 常见气体分子的偏心因子
| 分子       | 偏心因子 |
| ---------- | -------- |
| 丙酮       | −0.304   |
| 乙炔       | −0.187   |
| 氨气       | −0.253   |
| 氩气       | −0.000   |
| 二氧化碳   | −0.228   |
| 癸烷       | −0.484   |
| 乙醇       | −0.644   |
| 氦气       | −0.390   |
| 氢气       | −0.220   |
| 氪气       | −0.000   |
| 甲醇       | −0.556   |
| 氖气       | −0.000   |
| 氮气       | −0.040   |
| 一氧化二氮 | −0.142   |
| 氧气       | −0.022   |
| 氙气       | −0.000   |
| 苯         | 0.2120   |